# Marthe Jouanne-Hugonet
Marthe Jouanne-Hugonet, née le 11 août 1868 à Paris et morte le 20 mars 1953 à Neuilly-sur-Marne, est une peintre française.

## Biographie
Hermine Léontine Marthe Jouanne est la fille d'Édouard Charles Jouanne, négociant, et d'Antoinette Léontine Petit.
Élève de MM. Saubès, Krug, Léandre et Thirion, elle est pastelliste et expose à partir de 1894 et devient membre de la Société des artistes français.
Peintre de fleurs et de portraits, elle obtient en 1905 une mention honorable.
En 1914 à Paris, elle épouse George Alexandre Émile Hugonet.
En 1920, elle obtient une médaille d'argent accompagnée du prix Marie-Bashkirtseff (quatre prix sont décernés au sortir de la Première Guerre mondiale, attribué également à Olga Slom, Nelson Dias, et Charles-Louis-Eugène Signoret).
Elle est morte à Neuilly-sur-Marne à l'âge de 84 ans.